# Protypotherium
A Protypotherium az emlősök (Mammalia) osztályának a Notoungulata rendjébe, ezen belül az Interatheriidae családjába tartozó nem.

## Tudnivalók
A Protypotherium-fajok miocén kor elején éltek, Dél-Amerika területén, de közeli rokonaik már a paleocén kortól léteztek.

## Megjelenésük
A Protypotheriumok valamivel nagyobbak voltak, mint a mai nyúlfélék; az állatok hossza körülbelül 40 centiméter volt. A Protypotherium-fajok teste, lába és farka eléggé hosszú volt, viszont nyaka rövid volt. Valószínűleg rágcsálószerűek voltak; karcsú lábaik karmokban végződtek. A patkányszerű koponyáikban 44, mindenféle táplálék rágására alkalmas fog ült.
A karmok alakja arra hagy következtetni, hogy ezek az állatok valószínűleg üreglakók voltak. Azt még nem tudjuk, ha az üreget maguk az állatok ásták vagy egyéb üreglakóktól vették át. A Protypotheriumok a növények mellett, döghúst is ehettek.

## Rendszerezés

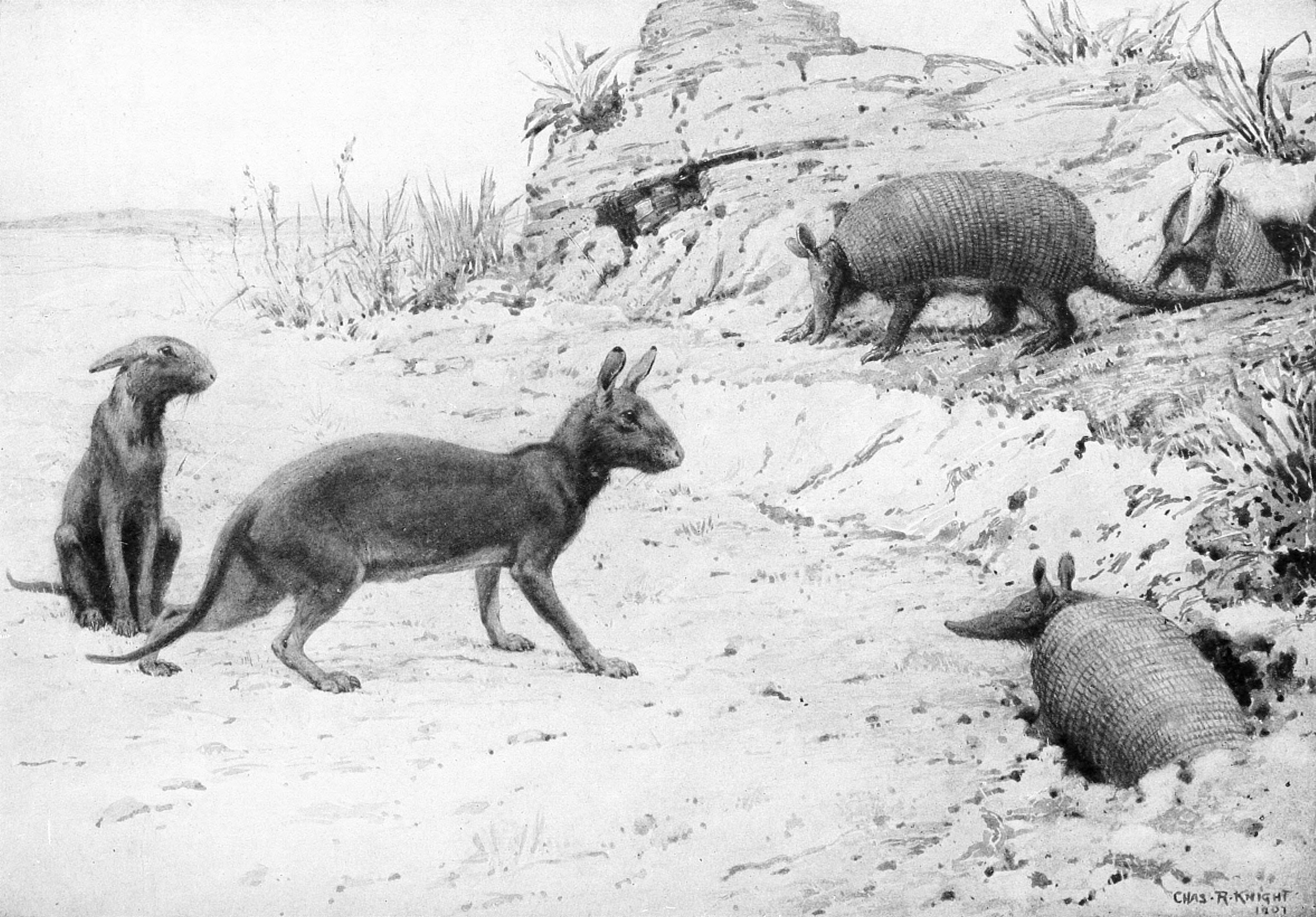
A notoungulata Protypotherium australe és az övesállat Stegotherium tesselatum rekonstrukciói

A nembe az alábbi fajok tartoznak (lehet, hogy a lista nem teljes):
- †Protypotherium attenuatum
- †Protypotherium australe
- †Protypotherium leptocephalum
- †Protypotherium minitum
- †Protypotherium praerutilum

### Fordítás
- Ez a szócikk részben vagy egészben  a   Protypotherium című angol Wikipédia-szócikk fordításán alapul.  Az eredeti cikk szerkesztőit annak laptörténete sorolja fel. Ez a jelzés csupán a megfogalmazás eredetét és a szerzői jogokat jelzi, nem szolgál a cikkben szereplő információk forrásmegjelöléseként.